# Taraful Haiducilor

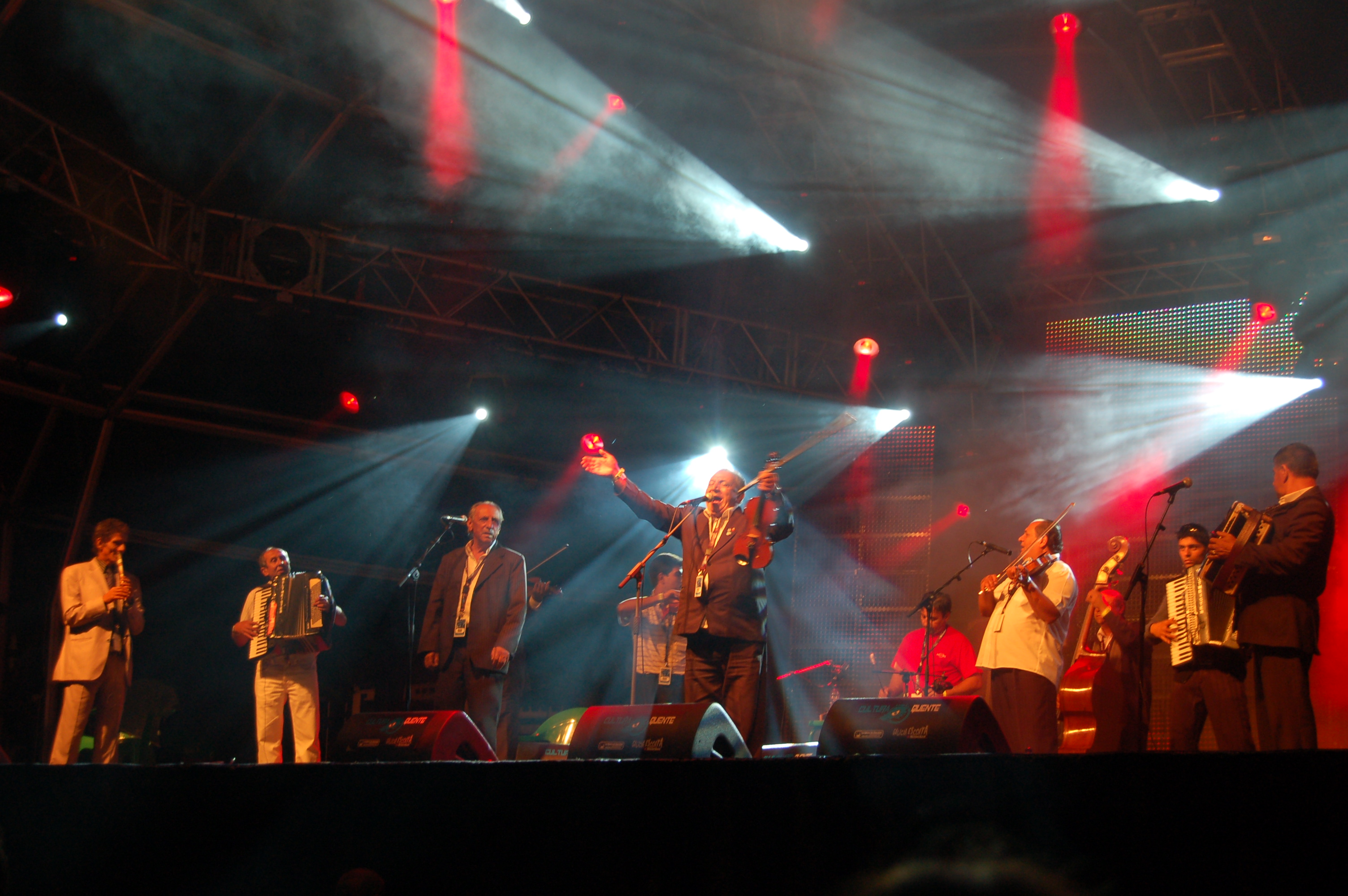
Taraful Haiducilor în 2008

Taraful Haiducilor (franceză Taraf de Haïdouks) este o formație românească de muzică lăutărească. Sunt considerați unii din cei mai buni lăutari rromi din lume. La începutul anilor 2000 succesul tarafului ajunsese la apogeu, marile ziare ale lumii scriau despre aceștia, iar străinii erau impresionați de capacitatea lor de a improviza.
După moartea bătrânilor succesul tarafului nu a mai fost niciodată același, însă puținii membri rămași din vechea generație, continuă să concerteze pe scenele din străinătate și din România.

## Membri
- Nicolae Neacșu („Culai”): vioară și voce (1924 - 2002)
- Ion Manole (violonist) („Șaică”): vioară și voce (1920 - 2002)
- Dumitru Baicu („Cacurică”): țambal și voce (1931 - 2007)
- Ilie Iorga: chitară și voce (1928 - 2012)
- Gheorghe Fălcaru („Fluierici”): fluier (1954 - 2016)
- Constantin Sandu („Dinu”): țambal și voce
- Marin Sandu („Țagoe”): acordeon, contrabas și voce
- Paul Guiclea („Ilie Pașalan”): vioară și voce (1932 - 2018)
- Constantin Lăutaru („Costică Boieru”): vioară și voce (1956 - 2021)
- Anghel „Caliu” Gheorghe: vioară
- Robert Gheorghe: vioară
- Ionică Tănase: țambal
- Florea Pârvan: contrabas, acordeon
- Marin Manole („Marius”): acordeon; (1941 - 2024)
- Viorel Vlad: contrabas

## Albume
- Maskarada, situat pe locul al treilea într-un top al celor mai bune albume de world music ale anului 2007 realizat de Times Online[1]